# 113
سنة 113 م (بالأرقام الرومانية: CXIII) كانت سنة بسيطة تبدأ يوم السبت (الرابط يظهر نموذج الجدول الزمني الكامل للسنة) من التقويم اليولياني. بدأت تسمية السنة ب113 منذ العصور الوسطى المبكرة، عندما أصبح تقويم أنو دوميني هو الأسلوب السائد في أوروبا لتسمية السنوات.
يوم المجد

## وفيات
- بلينيوس الأصغر